# فیلم در ۱۹۶۷
این نوشتار به بررسی رویدادها و اتفاقات مهم سینما در سال ۱۹۶۷ می‌پردازد.

## پرفروش‌ترین فیلم‌ها
| Rank | نام                          | Studio                                     | Box-office gross rental |
| ---- | ---------------------------- | ------------------------------------------ | ----------------------- |
| ۱    | فارغ‌التحصیل (فیلم)           | یونایتد آرتیستس/Embassy Pictures           | $43,100,000             |
| ۲    | حدس بزن چه‌کسی برای شام می‌آید | کلمبیا پیکچرز                              | $25,500,000             |
| ۳    | بانی و کلاید                 | برادران وارنر                              | $22,000,000             |
| ۴    | دوازده مرد خبیث              | مترو گلدوین مایر                           | $20,100,000             |
| ۵    | دره عروسک‌ها                  | استودیوهای قرن بیستم                       | $20,000,000             |
| ۶    | به آقا، با عشق               | کلمبیا پیکچرز                              | $19,100,000             |
| ۷    | فقط دو بار زندگی می‌کنید      | یونایتد آرتیستس/ایون پروداکشنز             | $18,000,000             |
| ۸    | میلی کاملاً مدرن              | یونیورسال پیکچرز                           | $14,700,000             |
| ۹    | کتاب جنگل                    | والت دیزنی پیکچرز/Buena Vista Distribution | $13,000,000             |
| ۱۰   | کملوت                        | برادران وارنر                              | $12,300,000             |